# Veça villosa

La veça villosa o veça peluda (Vicia villosa) és una lleguminosa nativa d'Europa i Àsia occidental, és una planta farratgera.

## Taxonomia
Hi ha diverses subespècies :
- Vicia villosa ssp. ambigua (Guss.) Kerguelen (= ssp. elegantissima, ssp. pseudocracca)
- Vicia villosa ssp. eriocarpa (Hausskn.) P.W.Ball
- Vicia villosa ssp. microphylla (d'Urv.) P.W.Ball
- Vicia villosa ssp. varia (Host) Corb. (= ssp. dasycarpa)
- Vicia villosa ssp. villosa

## Descripció
Planta enfiladissa perenne i pilosa amb fulles pinnades amb circell terminal dividit. La flor fa de 15 a 17 mm al principi és groguenca, després passa a blanc blavosa i després de diferentrs colors en l'espiga. Floreix a l'estiu. El fruit és un llegum de 2x1 cm.

## Cultiu
La veça peluda es fa servir àmpliament en l'agricultura biològica dels Estats Units com a adob verd durant l'hivern, ja que és una planta resistent i pot fixar més de 100 kg de nitrogen per hectàrea. Com inconvenients té el de tenir una gran proporció de llavors dures (que no germinen de seguida) i que algunes plantes germinen tard quan el conreu principal està implantat i les veces es comporten com males herbes. Això és un problema sobretot si es cultiva blat.

### Rotació de conreus
En agricultura biològica es sembra la veça peluda abans de les tomaqueres. Quan es planten les tomaqueres aquestes veces es tallen i fan de mulching, adob, combaten la sortida d'herbes i preserven la humitat del sòl.